# كيفن كاميرون (لاعب كرة قاعدة)
كيفن كاميرون (بالإنجليزية: Kevin Cameron)‏ هو لاعب كرة قاعدة أمريكي، ولد في 15 ديسمبر 1979 في جوليت في الولايات المتحدة.

## وصلات خارجية
- كيفن كاميرون على موقع دوري كرة القاعدة الرئيسي (الإنجليزية)
- كيفن كاميرون على موقعبيزبول رفرنس.كوم (الدوري الرئيسي) (الإنجليزية)
- كيفن كاميرون على موقع إي إس بي إن.كوم (أم.أل.بي) (الإنجليزية)
- كيفن كاميرون على موقع مشجعي الرسوم البيانية (الإنجليزية)